# Allotinus audax
Allotinus audax är en fjärilsart som beskrevs av Druce 1895. Allotinus audax ingår i släktet Allotinus och familjen juvelvingar. Inga underarter finns listade i Catalogue of Life.

## Bildgalleri

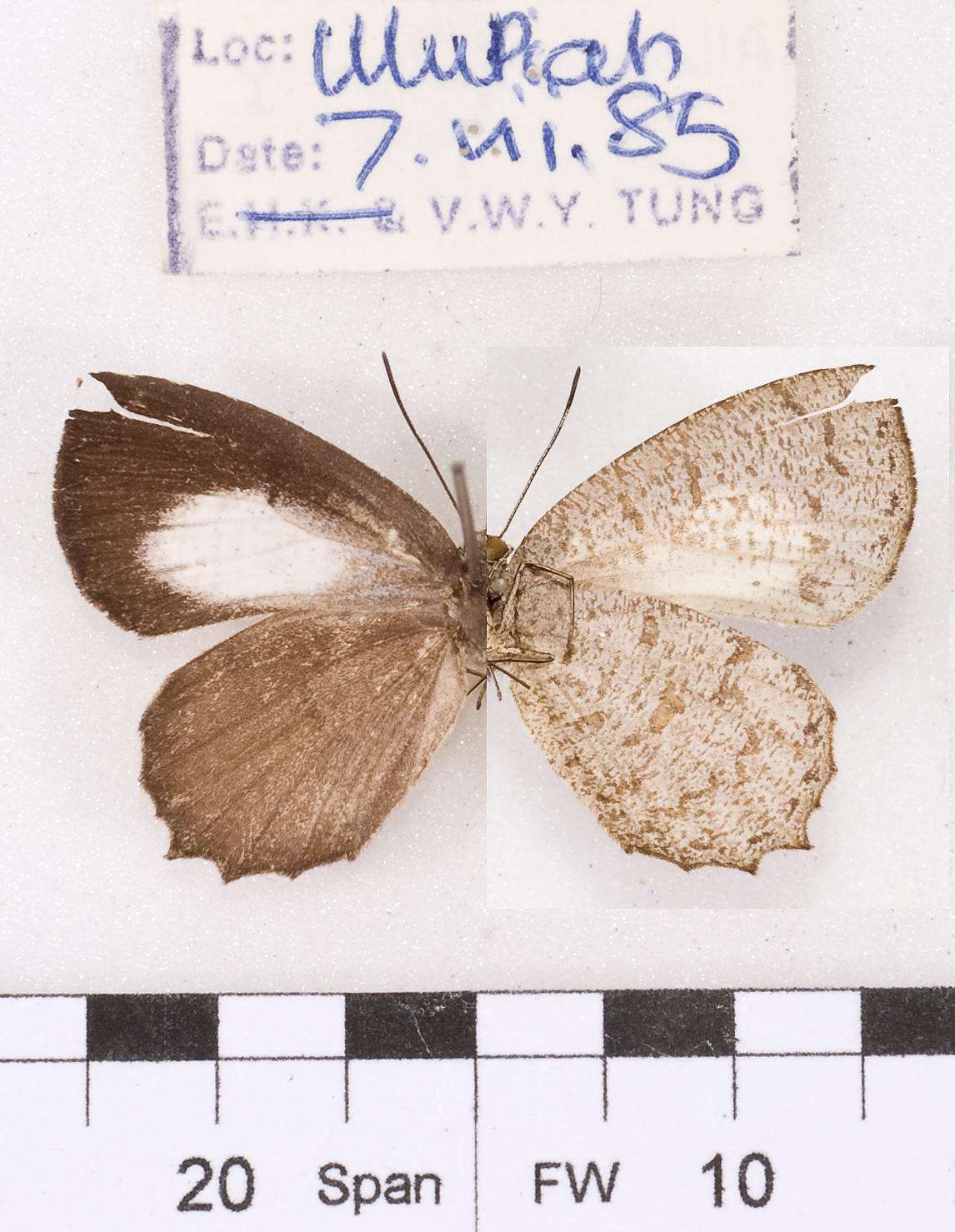